# Ark Park
Ark Park est un jeu vidéo de réalité virtuelle dérivé du jeu Ark: Survival Evolved.

## Système de jeu
Ark Park dispose de plus d'une centaine d'espèces de dinosaures et de différentes zones avec des paysages uniques à explorer. Le joueur peut rassembler et fabriquer des objets. Des œufs peuvent être trouvés dans le parc que les joueurs peuvent utiliser pour élever leurs propres dinosaures. Le jeu propose également un mode histoire où le joueur doit défendre sa base contre des dinosaures en utilisant une variété d'armes.

## Accueil
Shacknews a comparé Ark Park à la franchise Jurassic Park.